# Stanleycaris hirpex
La stanleycaride (Stanleycaris hirpex) è un animale estinto appartenente ai dinocaridi. Visse nel Cambriano medio (circa 505 milioni di anni fa) e i suoi resti fossili sono stati ritrovati in Nordamerica (Canada), nei famosi scisti di Burgess. I suoi resti sono tra i meglio conservati al mondo, infatti si può vedere ancora la sua struttura cerebrale.

## Descrizione
Questo animale possedeva un corpo allungato, di forma più o meno ovale. La testa era fornita di un paio di appendici segmentate, lunghe da uno a tre centimetri; queste appendici erano suddivise in 11 segmenti (podomeri) con una fila di spine acuminate a doppia punta sulla superficie dorsale, e cinque spine ricurve sulla superficie interna. A parte le spine, le appendici assomigliavano molto a quelle di Hurdia e Peytoia per quanto riguarda la forma generale.
Associate al ritrovamento di queste appendici sono state a volte trovate strutture tondeggianti note come Peytoia, che costituivano l'apparato boccale di Stanleycaris e dei suoi stretti parenti (anomalocarididi). Queste strutture, in Stanleycaris, possedevano un'apertura centrale di forma squadrata, mentre generalmente negli altri anomalocarididi era più tondeggiante. Un esemplare di Stanleycaris sembrerebbe aver incluso anche un carapace simile a quello di Hurdia.

## Classificazione

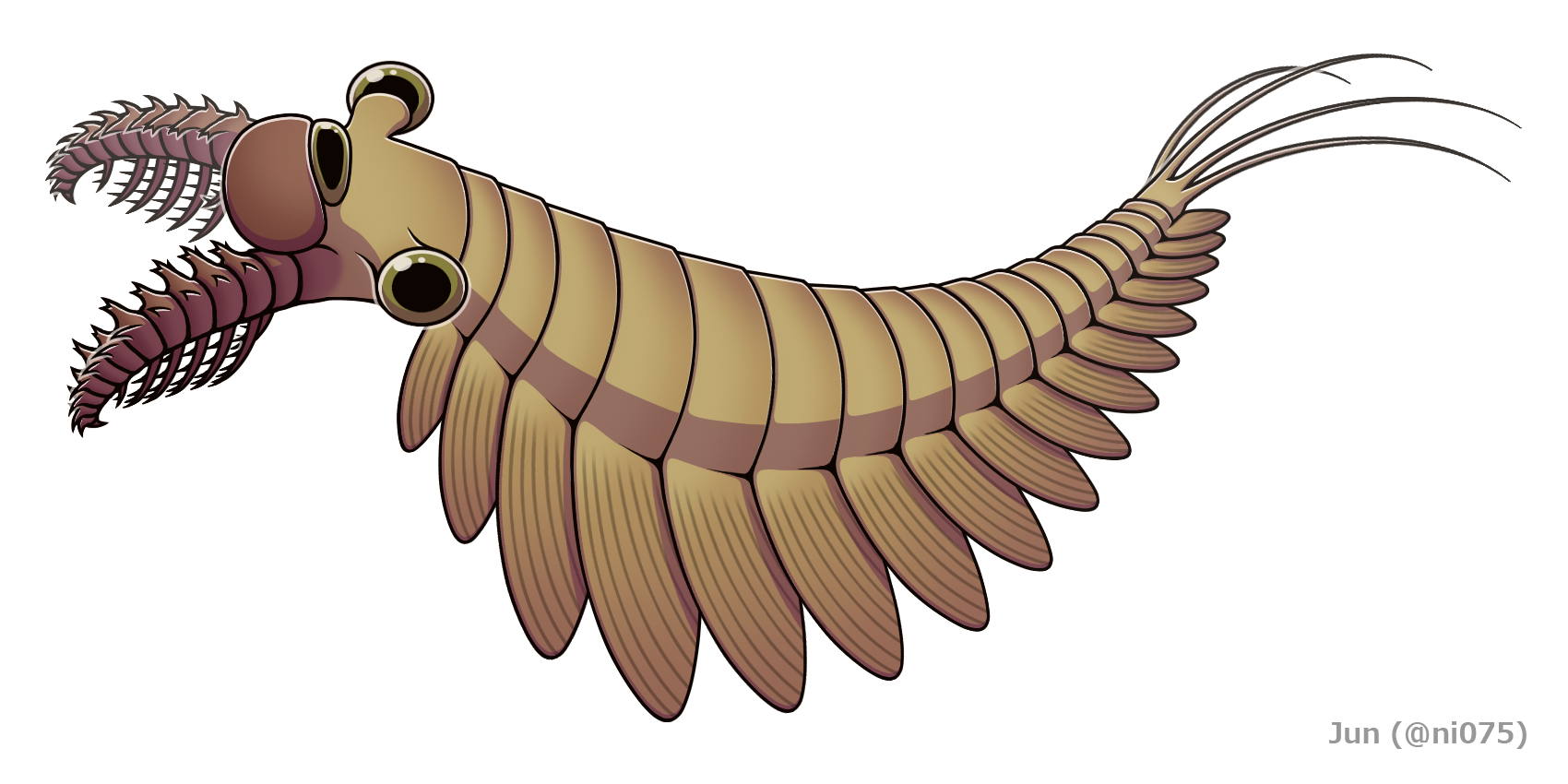
Ricostruzione di Stanleycaris hirpex

Stanleycaris è stato descritto per la prima volta nel 2010, e i suoi resti provengono dalla formazione Stephen nei pressi dello Stanley Glacier. Questo animale è stato attribuito agli anomalocarididi, un gruppo simile agli artropodi i cui rappresentanti erano dotati di complesse strutture predatorie e boccali. Sembra che i parenti più prossimi di Stanleycaris fossero Hurdia e Peytoia.